# Dark Shadows
Dark Shadows é uma soap opera gótica americana que foi ao ar pelo canal ABC de junho de 1966 a abril de 1971. A produção foi criada por Dan Curtis, que fala de um sonho que teve em que uma bela garota faz uma longa viagem de trem para visitar uma mansão imensa. A história de "Bíblia", que foi escrito por Art Wallace, não menciona nenhum elemento sobrenatural. Foi algo inédito na TV durante o dia, quando os fantasmas foram introduzidos cerca de seis meses após o seu início. A série tornou-se imensamente popular depois de um ano de exibição.
O vampiro Barnabas Collins (interpretado por Jonathan Frid) apareceu. Dark Shadows também contou com lobisomens, fantasmas, zumbis, monstros, bruxas, feiticeiros, viagens no tempo (tanto para o passado quanto para o futuro) e um universo paralelo. Os principais roteiristas, além de Art Wallace foram Malcolm Marmorstein (que criou o personagem Barnabas Collins), Sam Hall, Russell Gordon e Violet Welles. Dark Shadows foi distinguida pelo seu desempenho vividamente melodramático, interiores, histórias memoráveis, e uma música da pontuação aventureira incomum. 
A série é considerada um marco no mundo das séries e continua a desfrutar da sua intensa classificação de cult entre os seus seguidores. Os diretores Tim Burton e Quentin Tarantino, e a ícone pop Madonna afirmaram que eram fãs da série. Quando criança, Johnny Depp ficou tão obcecado com Barnabas Collins, que queria ser ele. Depp acabaria trabalhando com Tim Burton numa adaptação cinematográfica homônima em que interpreta Barnabas Collins, o vampiresco personagem principal.

## Elenco principal
- Humbert Astredo Allen viveu Nicholas Blair, Evan Hanley, e Charles Dawson
- Conrad Bain viveu Mr. Wells, o rececionista do hotel
- Nancy Barrett viveu Carolyn Stoddard, Millicent Collins, Caridade Trask, Carolyn Loomis PT, Leticia Faye, Melanie Collins PT, e Amanda Collins PT.
- Lee Beery viveu Joanna Mills.
- Joan Bennett viveu Elizabeth Collins Stoddard, Naomi Collins, Judith Collins, Elizabeth Collins Stoddard PT, Flora Collins, e Flora Collins PT.
- Chris Bernau viveu Philip Todd.
- Clarice Blackburn viveu Mrs. Johnson, Abigail Collins, e Minerva Trask.
- Don Briscoe viveu Tom Jennings, Christopher Jennings, Timothy Shaw, e Chris Collins PT.
- Kathy Cody viveu Hallie Stokes, Carrie Stokes.
- Terry Crawford viveu Beth Chávez e Edith Collins.
- Joel Crothers viveu Joe Haskell e Nathan Forbes.
- Thayer David viveu Matthew Morgan, Ben Stokes, Professor Timothy Stokes, Sandor, Victor Fenn-Gibbon/Count Petofi, Timothy Stokes PT, Mordecai Grimes, e Ben Stokes PT.

Uma extensa lista de mais atores pode ser encontrado no IMDb.
Durante os últimos 30 anos, Dark Shadows desenvolve uma fiel legião de seguidores de grande porte. Isto porque a maioria dos membros do elenco anterior participam de vários encontros a cada ano, nomeado de Dark Shadows Festival, realizado alternadamente na Califórnia e Nova York e em conjunto do Halloween Fest centrado em torno da mansão usada na gravação do filme ao ar livre. Vários membros do elenco já escreveram livros, e apareceram em vários dramas de áudio de Dark Shadows.

## Influências
Dark Shadows foi pioneira no conceito de uma novela com um tema sobrenatural. Seguido por Strange Paradise, uma transmissão feita de série canadense CBC no Canadá em televisão e nos Estados Unidos em syndication de 20 de outubro de 1969 a 22 de julho de 1970, 195 episódios de meia hora foram produzidos. Anos mais tarde, o horário nobre da sátira soap introduziria um exorcista inspirado na história. Days of our Lives teria uma trama inovadora em que a sua personagem feminina principal, Marlena Evans (Deidre Hall), foi possuída pelo Satanás. Fechando o círculo, as novelas Port Charles e Paixões surgiria na década de 1990, ambos na maioria impulsionado em partes, pelo sobrenatural que envolve vampiros, bruxas e lobisomens. Dark Shadows também é creditado com a introdução do conceito dos "vampiros compassivos", a maioria "boa" com vampiro torturado por sua aflição e à procura de uma cura. Este conceito continuou a ser usado em séries mais televisivas e filmes de vampiros desde então.